# Куккозеро
Куккозеро — озеро на территории Ведлозерского сельского поселения Пряжинского района Республики Карелия.

## Общие сведения
Площадь озера — 0,8 км². Располагается на высоте 126,1 метров над уровнем моря.
Форма озера лопастная, г-образная, продолговатая: вытянуто с севера на юг. Берега каменисто-песчаные, местами заболоченные.
Озеро протокой соединяется с озером Сяргиярви, из которого вытекает ручей Райоя, впадающий в озеро Турколампи, откуда вытекает ручей Турконоя, впадающий с левого берега в реку Нялма, впадающую в Ведлозеро.
В озере расположены два острова без названия.
С востока от озера проходит просёлочная дорога.
Населённые пункты возле озера отсутствуют. Ближайший — деревня Юргилица — расположен в 6 км к югу от озера.
Код объекта в государственном водном реестре — 01040300211102000014374.